# 올리버 버크
올리버 제이슨 버크(영어: Oliver Jasen Burke, 1997년 4월 7일 ~ )는 현재 잉글랜드 EFL 챔피언십의 클럽 버밍엄 시티에서 뛰는 스코틀랜드의 축구 선수이다.